# Софиевка (Брянская область)
Софиевка — посёлок в Злынковском районе Брянской области, в составе Роговского сельского поселения. 
 Расположен в 6 км к северу от села Рогов, в 15 км к юго-востоку от города Злынки. Население — 352 человека (2010).
Имеется отделение почтовой связи, сельская библиотека.

## История
Упоминается с середины XIX века (первоначально — как хутор с лесопильным заводом, также назывался Софиевский); входил в состав Малощербиничской волости. В 1877 году здесь была устроена спичечная фабрика Осипова.
В 1920—1930-е годы являлся центром Софиевского сельсовета.
В 1929—1939 и в 1959—1988 гг. — в Новозыбковском районе.
В годы Великой Отечественной войны Софиевские леса стали центром партизанского движения.
| Годы      | 1859 | 1892 | 1897 | 1901 | 1926 | 1979 | 1989 | 2002 | 2010 |
| --------- | ---- | ---- | ---- | ---- | ---- | ---- | ---- | ---- | ---- |
| Население | 22   | 125  | 176  | 245  | 383  | 437  | 356  | 370  | 352  |

## Родились
- Ляшков, Анатолий Яковлевич (1923-2015) — украинский художник.